# Sidohasri
Sidohasri is een bestuurslaag in het regentschap Tuban van de provincie Oost-Java, Indonesië. Sidohasri telt 2638 inwoners (volkstelling 2010).